# Приказчикова, Елена Евгеньевна
Елена Евгеньевна Приказчикова (род. 28 апреля 1968 года, Свердловск, РСФСР) — российский филолог, литературовед. Доктор филологических наук, профессор кафедры русской и зарубежной литературы Уральского гуманитарного института Уральского федерального университета им. Б. Н. Ельцина.

## Биография
Родилась 28 апреля 1968 года в Свердловске. В 1991 году с отличием окончила филологический факультет Уральского государственного университета им. А. М. Горького. После окончания университета работала ассистентом на кафедре фольклора и древней литературы. В 1995 г. защитила диссертацию на соискание ученой степени кандидата филологических наук на тему «Записки кавалерист-девицы Н. А. Дуровой и военно-мемуарная литература первой половины XIX века» (научный руководитель В. В. Блажес). В апреле 2010 г. защитила диссертацию на соискание ученой степени доктора филологических наук «Культурные мифы и утопии в мемуарно-эпистолярной литературе русского Просвещения». В мае 2011 г. избрана на должность профессора кафедры фольклора и древней литературы Уральского федерального университета имени первого Президента России Б. Н. Ельцина.
С 2012 г. по настоящее время — ученый секретарь диссертационного совета Д.5.9.07.19 (ранее Д 212.285.15), созданного на базе УрФУ. С 2020 г. член учёного совета Объединённого музея писателей Урала. В настоящее время профессор кафедры русской и зарубежной литературы УрФУ.

## Научная деятельность
Е. Е. Приказчикова — специалист в области русской литературы XVIII века, российской мемуарно-автобиографической литературе, мемуаристики, мифологии. Автор более 150 научных публикаций. Читает лекции по русской литературе XVIII века, а также спецкурсы «Поэтика мифа», «Русская мемуаристика XVIII — начала XIX вв.», «Эго-документы XVIII—XX веков». Один из авторов академической «Истории литературы Урала. Конец XIV—XVIII вв.» и «История литературы Урала. XIX века».

## Награды
Лауреат Всероссийской литературной премии П. П. Бажова 2013 года за книгу «История литературы Урала» (т. 1, в соавторстве). В марте 2015 года была награждена медалью Дашковского общества «За служение Свободе и Просвещению».

## Основные труды
- Русская мемуаристика XVIII — первой трети XIX века: имена и пути развития: Учебное пособие. Екатеринбург: Изд-во Урал. ун-та, 2006. 384 с.
- Культурные мифы в русской литературе второй половины XVIII — начала XIX века. — Екатеринбург: Изд-во Урал. ун-та, 2009. 528 с.
- Культурные мифы и утопии русского Просвещения. На материале мемуарно-эпистолярной литературы II половины XVIII века. Saarbrücken: Lambert Academic Publishing, 2010. 636 с.
- Женщина на фоне наполеоновской эпохи: социокультурный дискурс мемуарно-автобиографической прозы Н. А. Дуровой: [учеб. пособие]. Екатеринбург: Изд-во Урал. ун-та, 2015. 256 с.
- Социокультурный дискурс автобиографической прозы Н. А. Дуровой: учебное пособие для вузов. М.: Издательство Юрайт, 2017. 260 с.
- «Дивный феномен нравственного мира»: жизнь и творчества камской амазонки Надежды Дуровой. Екатеринбург: Кабинетный ученый, 2018. 594 с.
- Поэтика мифа: учебное пособие. Екатеринбург: Издательство Уральского университета, 2021. 242 с.